# Nazionale femminile di rugby a 13 dell'Italia
La nazionale di rugby a 13 femminile dell'Italia è la selezione di rugby a 13 femminile che rappresenta l'Italia in ambito internazionale.
Attiva dal 2017, opera sotto la giurisdizione della Federazione Italiana Rugby League e al 2019 è scesa in campo in tre soli incontri ufficiali.
Il suo commissario tecnico è Tiziano Franchini; la squadra non ha un impianto fisso di gioco e non ha ancora disputato un incontro interno.

## Storia
La nazionale femminile vide la luce a inizio 2017 su iniziativa della Federazione Italiana Rugby League, organismo che gestisce dal 2008 in pianta stabile il XIII in Italia.
Il 22 febbraio di quell'anno una selezione di giocatrici, alcune delle quali provenienti dal XV, furono prescelte per disputare un'amichevole ufficiale a Beirut contro le pari categoria del Libano.
L'esordio coincise con una vittoria per 22-0 (2 mete di Anna Barro, una ciascuna di Marina Gueli e Giuliana Zaffarana e 3 trasformazioni di Valentina Virgili).
Il secondo incontro fu contro la Francia a Tolone il 24 febbraio 2018, una sconfitta 4-12.
Più pesante, nel novembre di quello stesso anno, il passivo di 0-60 subito ancora dalla Francia a Carcassonne, a maggio 2019 il più recente incontro disputato dall'Italia.